# Garra salweenica
 Garra salweenica és una espècie de peix cipriniforme de la família dels ciprínids que es troba a Àsia.